# Tartus
Tartus (em árabe: طرطوس) é uma cidade da Síria, capital do distrito homônimo. Conhecida historicamente em latim como Antarado (em latim: Antaradus) e pelos cruzados como Tortosa, situa-se a 220 quilômetros a noroeste de Damasco, ao sul de Lataquia.
Tartus é o segundo maior porto do litoral sírio, após Lataquia, e a maior cidade do distrito, com uma população estimada em 118.000 habitantes em 2004. A maioria da população é composta por árabes levantinos; existem, no entanto, cerca de 3.000 pessoas de origem grega que residem principalmente no vilarejo de Al Hamidiyah, ao sul de Tartus. 

Durante a Guerra do Iraque, centenas de iraquianos procuraram refúgio na cidade.[carece de fontes?]
Desde a década de 1970, militares das forças armadas da Rússia mantém uma base ativa na costa de Tartus. É a maior instalação militar russa fora do seu país.